# Elasmopus molokai
Elasmopus molokai är en kräftdjursart som beskrevs av J. L. Barnard 1970. Elasmopus molokai ingår i släktet Elasmopus och familjen Melitidae. Inga underarter finns listade i Catalogue of Life.